# Conti (Familienname)
Conti ist ein italienischer Familienname.

## Namensträger

### A
- Alex Conti (* 1952), deutscher Gitarrist
- Alexander Conti (Xander Conti; * 1993), kanadischer Schauspieler
- Andrea Conti (Fußballspieler, 1977) (* 1977), italienischer Fußballspieler
- Andrea Conti (Fußballspieler, 1994) (* 1994), italienischer Fußballspieler
- Angelo Conti (Bildhauer) (1812–1876), italienischer Bildhauer und Paläontologe
- Angelo Conti (Kunsthistoriker) (1860–1930), italienischer Schriftsteller, Kunsthistoriker und Philosoph
- Angelo Conti (Rennfahrer), italienischer Motorradrennfahrer
- Anita Conti (1899–1997), französische Ozeanografin und Fotografin
- Arthur Conti (* 2004), britischer Schauspieler

### B
- Bernardino de Conti (Nicolo de Conti; um 1470–nach 1522), italienischer Maler
- Bernardo Maria Conti (1664–1730), italienischer Kardinal
- Bill Conti (* 1942), US-amerikanischer Filmkomponist
- Bruno Conti (* 1955), italienischer Fußballspieler

### C
- Carl Conti (1741–1795), österreichischer Kupferstecher
- Carlo Conti (Kardinal) (1556–1615), italienischer Kardinal, Bischof von Ancona
- Carlo Conti (Komponist) (1796–1864), italienischer Komponist
- Carlo Conti (Politiker, 1836) (1836–1900), Schweizer Anwalt und Politiker (CVP)
- Carlo Conti (Politiker, 1954) (* 1954), Schweizer Politiker (CVP)
- Carlo Conti (Moderator) (* 1961), italienischer Fernsehmoderator
- Catharina Conti, deutsche Schauspielerin

### D
- Daniele Conti (* 1979), italienischer Fußballspieler

### E
- Elena Conti (Botanikerin), italienische Botanikerin und Evolutionsbiologin
- Elena Conti (Biochemikerin) (* 1967), italienische Biochemikerin
- Elena Conti (Illustratorin) (auch Elena Conti-Wiesinger; * 1975), Illustratorin

### F
- Febo Conti (1926–2012), italienischer Moderator
- Francesca Conti (* 1972), italienische Wasserballspielerin
- Francesco Conti (Kardinal) (um 1470–1521), italienischer Geistlicher, Erzbischof von Conza
- Francesco Conti (Maler) (1682–1760), italienischer Maler
- Francesco Bartolomeo Conti (1682–1732), italienischer Komponist
- Fulvio Conti (* 1947), italienischer Manager

### G
- Germán Conti (* 1994), argentinischer Fußballspieler
- Giacomo Conti (Komponist) (1754–1805), italienischer Violinist und Komponist
- Giacomo Conti (Maler) (1813–1888), italienischer Maler
- Giacomo Conti (Bobfahrer) (1918–1992), italienischer Bobfahrer
- Giannicolò Conti (1617–1698), italienischer Kardinal
- Gioacchino Conti, genannt Gizziello (1714–1762), italienischer Opernsänger, Sopran-Kastrat, Händel-Interpret
- Giovanni Conti (Kardinal) (1414–1493), italienischer römisch-katholischer Bischof und Kardinal
- Giovanni Conti (1882–1957), italienischer Jurist, Publizist und Politiker (PRI)
- Giovanni dei Conti di Segni († 1213), italienischer Kardinal

### H
- Haroldo Conti (1925–1976?), argentinischer Schriftsteller

### I
- Ignacio Conti (* 1977), uruguayischer Rugby-Union-Spieler
- Innocentio Conti († 1661), italienischer Militär aus dem römischen Adelsgeschlecht Conti
- Innocenzo Conti (1731–1785), Kardinal der römisch-katholischen Kirche
- Italia Conti (1873–1946), englische Schauspielerin, Gründerin der Italia Conti Academy of Theatre Arts

### J
- José Bueno Conti (1937–2024), brasilianischer physischer Geograph

### L
- Leonardo Conti (Mediziner) (1900–1945), schweizerisch-deutscher Arzt und Reichsgesundheitsführer
- Leonardo Conti (Eishockeyspieler) (* 1978), deutscher Eishockeytorwart
- Leopoldo Conti (1901–1970), italienischer Fußballspieler und -trainer
- Lotario dei Conti di Segni (1160–1261), italienischer Geistlicher, siehe Innozenz III.
- Louis François I. de Bourbon, prince de Conti (1717–1776), französischer Adliger
- Louise Marguerite de Lorraine, princesse de Conti (1588–1631), französische Autorin, Fürstin von Conti
- Lucido Conti (1388–1437), italienischer Kardinal
- Luigi Conti (Diplomat) (1929–2015), italienischer Geistlicher, römisch-katholischer Erzbischof und Diplomat des Heiligen Stuhls
- Luigi Conti (Bischof) (1941–2021), italienischer Geistlicher, römisch-katholischer Erzbischof von Fermo

### M
- Marcantonio Conti (1733–1780), italienischer Geistlicher
- Marco Conti (* 1969), san-marinesischer Politiker
- Mario Conti (* 1902), italienischer Diplomat
- Mario Joseph Conti (1934–2022), britischer Geistlicher, Erzbischof von Glasgow
- Martino Conti (1932–2021), italienischer Theologe
- Maurizio Conti (Vater) (1834–1906), Schweizer Architekt
- Maurizio Conti (Sohn) (1857–1942), Schweizer Architekt
- Michelangelo Conti di Poli (1625–1724), italienischer Geistlicher, siehe Innozenz XIII.
- Michele Conti (Politiker) (* 1970), italienischer Politiker
- Michele Conti (Rennfahrer) (* 1983), italienischer  Motorradrennfahrer

### N
- Nanna Conti (1881–1951), deutsche Hebamme
- Natale Conti (1520–1582), venezianischer Gelehrter und Historiker
- Niccolo di Conti (um 1395–1469), venezianischer Kaufmann und Entdeckungsreisender
- Nicola Conti (um 1710–1754), neapolitanischer Komponist
- Nicolás Conti (1904–1990), uruguayischer Fußballspieler

### O
- Ottaviano di Paoli de’ Conti di Segni († 1234), italienischer Kardinal

### P
- Paolo Conti (* 1950), italienischer Fußballspieler
- Pascal Conti (1874–1898), Schweizer Botaniker
- Pedro José Conti (* 1949), italienischer Geistlicher, Bischof von Macapá
- Pier Angelo Conti-Manzini (1946–2003), italienischer Ruderer
- Piero Ginori Conti (1865–1939), italienischer Politiker und Unternehmer

### R
- Rinaldo Conti (um 1199–1261), italienischer Geistlicher, siehe Alexander IV. (Papst)
- Robert Conti (* 1945), amerikanischer Jazzgitarrist
- Roberto Conti (* 1964), italienischer Radrennfahrer
- Roger Conti (1901–1995), französischer Karambolagespieler

### S
- Sara Conti (* 2000), italienische Eiskunstläuferin
- Servílio Conti (1916–2014), italienischer Geistlicher, Prälat von Roraima
- Sigismondo de’ Conti (1432–1512), italienischer Humanist, Schriftsteller und Kuriensekretär
- Silvio Conti (1899–1938), deutscher Jurist und Staatsbeamter

### T
- Tino Conti (* 1945), italienischer Radrennfahrer
- Tom Conti (* 1941), britischer Schauspieler
- Torquato Conti (1591–1636), deutscher General

### U
- Ugo Conti (1916–1983), italienischer Fußballspieler und -trainer
- Ugolino dei Conti di Segni (um 1167–1241), italienischer Geistlicher, siehe Gregor IX.
- Umberto Primo Conti (1900–1988), italienischer Maler und Schriftsteller

### V
- Valerio Conti (Schachspieler) (* 1957), italienischer Schachspieler
- Valerio Conti (Radsportler) (* 1993), italienischer Radrennfahrer
- Vince Conti (1930–2018), US-amerikanischer Schauspieler und Fotograf

### W
- Walt Conti (* 1959), US-amerikanischer Spezialeffektkünstler